# 象王洗衣
象王洗衣是中華人民共和國一家洗衣连锁店，由台灣人黄进能於1998年在上海創辦。後續象王洗衣先後建立全自动化洗衣工厂、研发洗涤剂和洗衣设备。2006年8月，中國共產黨上海象王洗衣有限公司黨支部成立。

## 外部連結
- 官方网站